# El Bosquetó
El Bosquetó és un abric de Sant Julià de Ramis (Gironès), inclòs a l'Inventari del Patrimoni Arqueològic i Paleontològic de Catalunya.
Es tracta d'una estructura de travertí al marge dret del torrent de la Garriga. Va ser descobert l'abril del 1986, en realitzar-se sondeigs a la cornisa travertínica del torrent de la Garriga. Aquest sondeigs foren efectuats per C.R.P.E.S. Aquest abric s'utilitzà com a habitació a l'Epipaleolític i s'hi recolliren algunes eines de sílex, quars i quarsita.
Corresponents a l'època del bronze antic-mitjà i romana, s'hi trobaren dues sitges d'emmagatzematge, excavades dins d'un abric de la cornisa travertínica de Sant Julià, amb un empedrat paleolític construït amb lloses de calcària i sorrenca, juntament amb material lític (en sílex, quars i quarsita) i ossi (herbívors de petites dimensions). Aparegueren disposades de forma alineada i geminades, de forma circular.
La primera sitja, amb inclusió antròpica, està reomplerta amb material ossi, carbons, ceràmica i blocs de gran mida de pissarra i calcària. La tapa de la sitja és un petit túmul compacte de terra oxidada i pedres. La segona sitja, també amb inclusió antròpica, també està excavada en el sediment. En el seu interior es pot distingir un primer estrat de 40 cm de potència, d'argiles fines i pràcticament estèril, i un segon estrat d'argiles i blocs que sobresurten per sobre el nivell, formant un túmul troncocònic amb dos fragments de ceràmica. El material a mà podria ser del bronze (cordons aplicats, peça carenada) i els materials a torn podrien ser tardo-romans o alt-medievals. Datació de les sitges per C-14: 1370 +/- 140 BP. Pel que fa a l'estratigrafia, els estudis geològics han proposat que no es tracti d'un abric format per l'erosió dels sediments fluvials sota una placa travertínica, sinó una ocupació a l'aire lliure, com passa a Can Garriga, en una zona d'influència fluvial colmatada per sediments al·luvials (sorres fines grises) i posteriorment amb creixement a la placa travertínica. La placa està datada entorn de 180.000 anys. Aquest fet dataria l'ocupació paleolítica en el Paleolític inferior evolucionat o mitjà arcaic.